# ABUアジア子どもドラマシリーズ
ABUアジア子どもドラマシリーズ（エービーユーアジアこどもドラマシリーズ）は、2004年よりABUが主催する国際共同制作プロジェクトにより制作されているドラマシリーズ。日本では2005年よりNHK教育テレビ→NHK Eテレで放送されている。

## 概要
当シリーズは、ABU参加国の放送機関が15分の子ども向けドラマを制作し、それぞれが番組を交換することにより、子どもの生活文化と社会の相互理解を目指すことを目的としている。
テーマは「心の成長」であり、7歳から9歳の現代の子どもを主人公に各国の様々な社会状況の中で、子どもたちが何かに挑戦し成長していく姿を描く。

## 日本での放送について
この項では、日本のNHK教育テレビ→NHK Eテレにおいて放送された内容について述べる。
2021年までは、『夏のテレビクラブ』の中で放送された。テレビクラブが2021年度（2022年の春休み）で廃止されたことを受けて、2022年以降は『Eテレセレクション』の中での放送となっている。

### 2005年
- 2005年4月29日-5月4日　11:00-11:35に放送。
- タイトルは「親子で楽しむアジアこどもドラマシリーズ」

#### 出演
- 柳家花緑
- 津久井教生（声）
- 磯部美恵子（操演）

#### 放映リスト
| 日付    | サブタイトル | 制作局 | 国         | 備考 |
| ------- | ------------ | ------ | ---------- | ---- |
| 4月29日 |              | NHK    | 日本       |      |
| 4月29日 |              | CCTB   | 中国       |      |
| 5月3日  |              | EBS    | 韓国       |      |
| 5月3日  |              | RTM    | マレーシア |      |
| 5月4日  |              | MRTV   | モンゴル   |      |
| 5月4日  |              | RTHK   | 香港       |      |

### 2006年
- 2006年4月3日-4月5日　09:00-09:55に放送。
- タイトルは「親子で楽しむアジアこどもドラマシリーズ」
- また2006年の7月にも放送が行われているがこちらは全て再放送だと思われる。

#### 出演
- 佐藤弘道
- 津久井教生（声）

#### 放映リスト
| 日付   | サブタイトル                       | 制作局 | 国         | 備考 |
| ------ | ---------------------------------- | ------ | ---------- | ---- |
| 4月3日 | 「ぼくの友だち」                   | CCTV   | 中国       |      |
| 4月3日 | 「夢はマスクダンサー」             | BBS    | ブータン   |      |
| 4月3日 | 「リコーダーをおいかけろ」         | NHK    | 日本       |      |
| 4月4日 | 「小さな秘密」                     | MRTV   | モンゴル   |      |
| 4月4日 | 「力より頭をつかおう」             | DDI    | インド     |      |
| 4月4日 | 「父さんとぼくと妹と」             | RTHK   | 香港       |      |
| 4月5日 | 「世界でいちばん甘いキャンディー」 | EBS    | 韓国       |      |
| 4月5日 | 「君がいるから」                   | RTM    | マレーシア |      |
| 4月5日 | 「本をかしたら」                   | IRIB   | イラン     |      |

下記は再放送枠と思われるが便宜的に表記
| 日付    | サブタイトル               | 制作局 | 国         | 備考                                                |
| ------- | -------------------------- | ------ | ---------- | --------------------------------------------------- |
| 7月25日 | 「オムレツ大ばくはつ!」    | NHK    | 日本       | 初回シリーズ2005年4月29日の再放送か。出演：松田昂大 |
| 7月25日 | 「アダムの挑戦」           | RTM    | マレーシア | 初回シリーズ2005年5月3日の再放送か                  |
| 7月26日 | 「弱虫なぼくの歯」         | EBS    | 韓国       | 初回シリーズ2005年5月3日の再放送か                  |
| 7月26日 | 「メイシャンの約束」       | CCTB   | 中国       | 初回シリーズ2005年4月29日の再放送か                 |
| 7月27日 | 「父さんとぼくと妹と」     | RTHK   | 香港       | 再放送                                              |
| 7月27日 | 「力より頭をつかおう」     | DDI    | インド     | 再放送                                              |
| 7月27日 | 「リコーダーをおいかけろ」 | NHK    | 日本       | 再放送                                              |
| 7月27日 | 「子馬とぼく」             | MRTV   | モンゴル   | 初回シリーズ2005年5月4日の再放送か                  |

### 2007年
- 2007年7月30日-8月3日　10：00-10：53に放送。
- 2006年に製作された新作9作品とEBUとの番組交換で送られてきた3作品、そしてEBUに送った旧作3作品を放送した。

#### 司会
- 千秋

#### 放映リスト
| 日付    | サブタイトル               | 制作局 | 国         | 備考                                                                                 |
| ------- | -------------------------- | ------ | ---------- | ------------------------------------------------------------------------------------ |
| 7月30日 | 「通学路」                 | MNB    | モンゴル   |                                                                                      |
| 7月30日 | 「日曜日は大いそがし」     | RTB    | ブルネイ   |                                                                                      |
| 7月30日 | 「ダイスケの悩み」         | NHK    | 日本       | 出演：小杉茂一郎、中森湖貴、池内篤人、佐野剛基、菅沼等士、木村凛、阿南健治、森公美子 |
| 7月31日 | 「トライをめざせ!」        | RTHK   | 香港       |                                                                                      |
| 7月31日 | 「わかりあえたら」         | GEO-TV | パキスタン |                                                                                      |
| 7月31日 | 「初恋アンブレラ」         | EBS    | 韓国       |                                                                                      |
| 8月1日  | 「自転車」                 | RTM    | マレーシア |                                                                                      |
| 8月1日  | 「わたしの小犬」           | BBS    | ブータン   |                                                                                      |
| 8月1日  | 「手紙」                   | CCTV   | 中国       |                                                                                      |
| 8月2日  | 「オムレツ大ばくはつ」     | NHK    | 日本       | 再放送                                                                               |
| 8月2日  | 「クリスマス・イブ大作戦」 | CT     | チェコ     |                                                                                      |
| 8月2日  | 「子馬とぼく」             | MNB    | モンゴル   | 再放送                                                                               |
| 8月3日  | 「弱虫なぼくの歯」         | EBS    | 韓国       | 再放送                                                                               |
| 8月3日  | 「フィリス 空を飛ぶ」      | SR     | ドイツ     |                                                                                      |
| 8月3日  | 「魔術師・マックス」       | TVE    | スペイン   |                                                                                      |

### 2008年
- 2008年7月28日-8月1日　10:00-10:40に放送。
- この回は、本番組と同じ日に放送された『がんこちゃんの自然教室シリーズ』や、NHK全国学校音楽コンクールとコラボした『がんこちゃんスペシャル』と同様に、『ざわざわ森のがんこちゃん』とコラボレーションして、主人公のがんこちゃんが本番組に出演した。
- 2007年に制作された新作7作品と旧作3作品を放送した。

#### 司会
- がんこちゃん
- 神田愛花(NHKアナウンサー)

#### 放映リスト
| 日付    | サブタイトル                   | 制作局 | 国         | 備考                                               |
| ------- | ------------------------------ | ------ | ---------- | -------------------------------------------------- |
| 7月28日 | 「ヒーロー」                   | MNB    | モンゴル   |                                                    |
| 7月28日 | 「おばけなんてないさ」         | NHK    | 日本       | 出演：鈴木宗太郎、長門裕之、中村由起子、ザ・たっち |
| 7月29日 | 「おばあちゃんへのおくりもの」 | RTHK   | 香港       |                                                    |
| 7月29日 | 「雲の向こうに」               | BBS    | ブータン   |                                                    |
| 7月30日 | 「ママがいないと」             | CCTV   | 中国       |                                                    |
| 7月30日 | 「日曜日は大いそがし」         | RTB    | ブルネイ   | 再放送                                             |
| 7月31日 | 「スクールバス」               | RTM    | マレーシア |                                                    |
| 7月31日 | 「本をかしたら」               | IRIB   | イラン     | 再放送                                             |
| 8月1日  | 「おいかけないで!」            | EBS    | 韓国       |                                                    |
| 8月1日  | 「リコーダーをおいかけろ」     | NHK    | 日本       | 再放送                                             |

### 2009年
- 2009年7月27日-7月31日　10:00-10:40に放送。
- この回では、「天才てれびくんMAX」とコラボレーションし、当番組に出演している子役(てれび戦士)が出演した。そのため、タイトルに「天才てれびくんMAXプレゼンツ」という前置きがついた[1]。
- 2008年に制作された新作8作品と旧作2作品を放送した。

#### 司会
- 長谷川あかり(27日)
- 千葉一磨(28日)
- 加藤ジーナ(29日)
- 武田聖夜(30日)
- 鍋本帆乃香(31日)

#### その他の出演者
以下の出演者は、全ての日に出演。
- 伊藤元太
- 中村あやの
- 平田真優香
- 水本凜
- 渡辺青來
- 上妻成吾
- 木村遼
- 鈴木純一朗
- 鎮西寿々歌
- 長江崚行

#### 放映リスト
| 日付    | サブタイトル                 | 制作局 | 国         | 備考                                                             |
| ------- | ---------------------------- | ------ | ---------- | ---------------------------------------------------------------- |
| 7月27日 | 「できる?」                  | MNB    | モンゴル   |                                                                  |
| 7月27日 | 「図書館」（In The Library） | NHK    | 日本       | 出演：小室優太、佐藤未来、庄司永建、荒川ちか、吉田羊、キムラ緑子 |
| 7月28日 | 「スケッチブック」           | EBS    | 韓国       |                                                                  |
| 7月28日 | 「おもいやり」               | RTB    | ブルネイ   |                                                                  |
| 7月29日 | 「スイーツをがまんして」     | CCTV   | 中国       |                                                                  |
| 7月29日 | 「ソナム君」                 | BBS    | ブータン   |                                                                  |
| 7月30日 | 「ご近所さん」               | RTHK   | 香港       |                                                                  |
| 7月30日 | 「通学路」                   | MNB    | モンゴル   | 再放送                                                           |
| 7月31日 | 「誕生日の計画」             | RTM    | マレーシア |                                                                  |
| 7月31日 | 「ダイスケの悩み」           | NHK    | 日本       | 再放送                                                           |

### 2010年
- 2010年8月2日-8月6日 10:00-10:40に放送。
- この回では、「週刊こどもニュース」とコラボレーションし、当番組のレギュラー陣が出演した。そのため、タイトルに「週刊こどもニュースプレゼンツ」という前置きがついた。
- 2009年に制作された新作6作品と旧作4作品を放送した。

#### 出演
- 岩本裕
- 光浦靖子
- 古田大虎
- 萩原利久
- 柳下花恋
- ピントくん（声の出演:古川登志夫）

#### 放映リスト
| 日付   | サブタイトル               | 制作局 | 国         | 備考                                         |
| ------ | -------------------------- | ------ | ---------- | -------------------------------------------- |
| 8月2日 | 「みかんが熟す頃」         | CCTV   | 中国       |                                              |
| 8月2日 | 「ケータイ電話と川のヌシ」 | NHK    | 日本       | 出演：植田日向、七瀬りの、霧島れいか、りりィ |
| 8月3日 | 「友達の宿題」             | EBS    | 韓国       |                                              |
| 8月3日 | 「リコーダーをおいかけろ」 | NHK    | 日本       | 再放送                                       |
| 8月4日 | 「船にすむ少女」           | RTHK   | 香港       |                                              |
| 8月4日 | 「ダイスケの悩み」         | NHK    | 日本       | 再放送                                       |
| 8月5日 | 「忘れえぬ思い出」         | RTB    | ブルネイ   |                                              |
| 8月5日 | 「おばけなんてないさ」     | NHK    | 日本       | 再放送                                       |
| 8月6日 | 「命はかなくとも」         | RTM    | マレーシア |                                              |
| 8月6日 | 「図書館」                 | NHK    | 日本       | 再放送                                       |

### 2011年
- 2011年8月1日-8月5日 9:25-10:05に放送。
- タイトルは「ABUアジア子どもドラマシリーズ2011」
- ガレッジセールが司会を担当。夏休みの自由研究が終わらずに悩む小学生である川ちゃんのもとに、「ABU旅行社」のゴリさんがやってきて、ドラマの世界に招待するという設定となっていた[2]

#### 出演
- ガレッジセール

#### 放映リスト
| 日付   | サブタイトル               | 制作局 | 国         | 備考   |
| ------ | -------------------------- | ------ | ---------- | ------ |
| 8月1日 | 「野菜バンザイ」           | RTM    | マレーシア |        |
| 8月1日 | 「遠足」                   | NHK    | 日本       |        |
| 8月2日 | 「水を買いに」             | MNB    | モンゴル   |        |
| 8月2日 | 「あそこには何があるの？」 | RTHM   | 香港       |        |
| 8月3日 | 「友達の宿題」             | EBS    | 韓国       |        |
| 8月3日 | 「七色の涙」               | SLRC   | スリランカ |        |
| 8月4日 | 「ぼくの馬頭琴」           | CCTV   | 中国       |        |
| 8月4日 | 「クリスタルメロディー」   | RTB    | ブルネイ   |        |
| 8月5日 | 「ケータイ電話と川のヌシ」 | NHK    | 日本       | 再放送 |
| 8月5日 | 「小さな先生」             | LNTV   | ラオス     |        |

### 2012年
- 2012年7月31日-8月3日 9:00-9:40に放送。
- タイトルは「ABUアジア子どもドラマシリーズ2012」

#### 出演
- ガレッジセール

#### 放映リスト
| 日付    | サブタイトル                 | 制作局 | 国         | 備考                                                               |
| ------- | ---------------------------- | ------ | ---------- | ------------------------------------------------------------------ |
| 7月31日 | 「チキンスープ」             | EBS    | 韓国       |                                                                    |
| 7月31日 | 「カチューシャと少女」       | BBS    | ブータン   |                                                                    |
| 8月1日  | 「ヒカルの掃除」             | NHK    | 日本       | 出演：中村柊芽、眞島秀和、近内仁子、樋口星太郎、椙杜翔馬、金子路代 |
| 8月1日  | 「帰ってきたオウム」         | SLRC   | スリランカ |                                                                    |
| 8月2日  | 「ボクの凧が飛んだ」         | RTHK   | 香港       |                                                                    |
| 8月2日  | 「わたしの自転車」           | RTM    | マレーシア |                                                                    |
| 8月3日  | 「水上の村の少年」           | RTB    | ブルネイ   |                                                                    |
| 8月3日  | 「たんじょう日のプレゼント」 | MNB    | モンゴル   |                                                                    |

### 2013年
- 2013年7月29日-8月2日 9:00-9:35に放送。
- タイトルは「ABUアジア子どもドラマシリーズ2013」

#### 出演
- ガレッジセール
- 三輪秀香(NHKアナウンサー)

#### 放映リスト
| 日付    | サブタイトル               | 制作局 | 国         | 備考                                                         |
| ------- | -------------------------- | ------ | ---------- | ------------------------------------------------------------ |
| 7月29日 | 「ベスト メロディー」      | CCTV   | 中国       |                                                              |
| 7月29日 | 「小さな約束」             | RTHK   | 香港       |                                                              |
| 7月30日 | 「パパは悪役」             | EBS    | 韓国       |                                                              |
| 7月30日 | 「ママがくれた鏡」         | MNB    | モンゴル   |                                                              |
| 7月31日 | 「折鶴」                   | NHK    | 日本       | 出演：鈴木翼、小西風優、内田慈、田尾きよみ、梅舟惟永、森康子 |
| 7月31日 | 「ウングのドレス」         | RTM    | マレーシア |                                                              |
| 8月1日  | 「わたしの料理」           | IRIB   | イラン     |                                                              |
| 8月1日  | 「捨てられた絵の具」       | RTB    | ブルネイ   |                                                              |
| 8月2日  | 「ケータイ電話と川のヌシ」 | NHK    | 日本       | 再放送                                                       |
| 8月2日  | 「おばあちゃんの大事な袋」 | BBS    | ブータン   |                                                              |

### 2014年
- 2014年7月28日-8月1日 9:00-9:35に放送。
- タイトルは「ABUアジア子どもドラマシリーズ2014」
- 「できた できた できた」の学校生活編に出演していた風優をはじめとする子役タレントが多数出演していた。
- 2014年度からテレビクラブで放送されたオリジナル番組（一部番組を除く）を「NHK for School」の特設ページにて、無料でストリーミングによる動画配信を実施しているが、本番組も「NHK for School」内に公式サイトを設けて、小学校3～6年生向けの総合学習番組（国際理解）として、この回に放送された各国のドラマを無料で視聴することが可能になった[3]。なお、現時点で動画配信にて視聴が可能となったのはこの回だけであり、2015年度については実施していない。

#### 出演
- 風優
- 佐藤桃名
- 鈴木葉生
- 吉村眞乙
- 吉村栞乙
- 青井実(NHKアナウンサー)

#### 放映リスト
| 日付    | サブタイトル           | 制作局 | 国             | 備考                                                                           |
| ------- | ---------------------- | ------ | -------------- | ------------------------------------------------------------------------------ |
| 7月28日 | 「リトル サムライ」    | NHK    | 日本           | 出演：藤本哉汰、須藤菜々子、佐藤蛾次郎、武藤晃子、天乃大介、倉島春太、東房大河 |
| 7月28日 | 「大きな木」           | BBS    | ブータン       |                                                                                |
| 7月29日 | 「トゥギの冬休み」     | MNB    | モンゴル       |                                                                                |
| 7月29日 | 「計算棒」             | TVRI   | インドネシア   |                                                                                |
| 7月30日 | 「ディアは人形つかい」 | RTN    | マレーシア     |                                                                                |
| 7月30日 | 「わたしたちの学校」   | PBS    | タイ           |                                                                                |
| 7月31日 | 「わたしはインタン」   | RTB    | ブルネイ       |                                                                                |
| 7月31日 | 「兄と弟」             | BTV    | バングラデシュ |                                                                                |
| 8月1日  | 「ぼくらの無人島体験」 | EBS    | 韓国           |                                                                                |
| 8月1日  | 「小さな発明家」       | SLRC   | スリランカ     |                                                                                |

### 2015年
- 2015年7月21日-7月24日 9:00-9:35に放送。
- タイトルは「ABUアジア子どもドラマシリーズ2015」
- 本番組は、これまで夏のテレビクラブの2週目に放送されたが、この回では1週目の放送となった。
- 富山放送局では、全国高等学校野球選手権富山大会の準決勝を放送した関係で、7月24日放送分については7月25日の15:25-16:00の放送となった。

#### 出演
- ハライチ
- ゴー☆ジャス

#### 放映リスト
| 日付    | サブタイトル               | 制作局 | 国             | 備考                                                       |
| ------- | -------------------------- | ------ | -------------- | ---------------------------------------------------------- |
| 7月21日 | 「自転車きょうだい」       | PBS    | タイ           |                                                            |
| 7月21日 | 「ブラジルへの近道」       | NHK    | 日本           | 出演：古島裕大、寺田心、岡本易代、森尾俐仁、酒巻光宏（声） |
| 7月22日 | 「おばあちゃんはぼくの妹」 | EBS    | 韓国           |                                                            |
| 7月22日 | 「母さんのピザ」           | RTM    | マレーシア     |                                                            |
| 7月23日 | 「水をもとめて」           | BBS    | ブータン       |                                                            |
| 7月23日 | 「友だち」                 | RTB    | ブルネイ       |                                                            |
| 7月24日 | 「ランタンの約束」         | RTHK   | 香港           |                                                            |
| 7月24日 | 「わたしの世界」           | BTV    | バングラデシュ |                                                            |

### 2016年
- 2016年7月25日-7月29日 9:00-9:35に放送。
- タイトルは「ABUアジア子どもドラマシリーズ2016」
- この回は、『ごちそんぐDJ』とコラボレーションして、同番組出演で人気の高いDJみそしるとMCごはんが案内役として出演した。
- 相方として、番組オリジナルパペットの「アブちゃん」が登場。この回以降、案内役のタレントとコンビを組んで出演している。

#### 出演
- DJみそしるとMCごはん
- アブちゃん（声の出演：赤羽根健治）

#### 放映リスト
| 日付    | サブタイトル         | 制作局 | 国         | 備考                                                                     |
| ------- | -------------------- | ------ | ---------- | ------------------------------------------------------------------------ |
| 7月25日 | 「石のメロディー」   | MNB    | モンゴル   |                                                                          |
| 7月25日 | 「まねきねこ」       | NHK    | 日本       | 出演：山口れん、飯田孝男、関時男、清水伸、横山美智代、桑原良太、槙乃萌美 |
| 7月26日 | 「ぼくの決意」       | IRIB   | イラン     |                                                                          |
| 7月26日 | 「花の妖精」         | RTHK   | 香港       |                                                                          |
| 7月27日 | 「わたしだけのもの」 | RTM    | マレーシア |                                                                          |
| 7月27日 | 「おもちゃ」         | SLRC   | スリランカ |                                                                          |
| 7月28日 | 「おもちゃの店」     | PBS    | タイ       |                                                                          |
| 7月28日 | 「マヨネーズ」       | EBS    | 韓国       |                                                                          |
| 7月29日 | 「ママがねてる間に」 | ARD/SR | ドイツ     |                                                                          |
| 7月29日 | 「ブラジルへの近道」 | NHK    | 日本       | 再放送                                                                   |

### 2017年
- 2017年7月24日-7月27日 9:20-9:55に放送[4]。
- タイトルは「ABUアジア子どもドラマシリーズ2017」

#### 出演
- ニッチェ
- アブちゃん（声の出演：大野泰広）

#### 放映リスト
| 日付    | サブタイトル           | 制作局 | 国         | 備考                                                                           |
| ------- | ---------------------- | ------ | ---------- | ------------------------------------------------------------------------------ |
| 7月24日 | 「走れ！オン」         | PBS    | タイ       |                                                                                |
| 7月24日 | 「ほんとうのともだち」 | NHK    | 日本       | 出演：山崎雄大、若林瑠海、根岸姫奈、三谷麟太郎、松澤遼太郎、松本純青、三浦誠己 |
| 7月25日 | 「魔法少女チェリ」     | EBS    | 韓国       |                                                                                |
| 7月25日 | 「ぼくの決意」         | IRIB   | イラン     | 再放送                                                                         |
| 7月26日 | 「ともだちのために」   | SLRC   | スリランカ |                                                                                |
| 7月26日 | 「シリアから来た少女」 |        | スロベニア |                                                                                |
| 7月27日 | 「ネコのミャウ」       | RTM    | マレーシア |                                                                                |
| 7月27日 | 「消えたおもち」       | RTHK   | 香港       |                                                                                |

### 2018年
- 2018年7月23日-7月26日 9:20-9:55に放送。
- タイトルは「ABUアジア子どもドラマシリーズ2018」
- この回より、NHKワールド・プレミアムでも本番組が放送されることになった（7月29日に全4回一挙放送）[5]。

#### 出演
- つるの剛士
- アブちゃん（声の出演：大野泰広）

#### 放映リスト
| 放送日  | 放送日   | サブタイトル       | 制作局 | 国           | 備考 |
| Eテレ   | ワールド | サブタイトル       | 制作局 | 国           | 備考 |
| ------- | -------- | ------------------ | ------ | ------------ | --- |
| 7月23日 | 7月29日  | 「小さな妖精マユ」 | PBS    | タイ         | |
| 7月23日 | 7月29日  | 「先生のヒミツ」   | EBS    | 韓国         | |
| 7月24日 | 7月29日  | 「魔法の水晶玉」   | RTHK   | 香港         | |
| 7月24日 | 7月29日  | 「水」             | TVRI   | インドネシア | |
| 7月25日 | 7月29日  | 「ホクロのひみつ」 | NHK    | 日本         | 出演：田牧そら、今村葵、中村靖日、石橋けい、なだぎ武、若尾義昭、森喜行、河村竜也、斉藤マッチュ、田坂啓太、鈴木研、大石稜久 |
| 7月25日 | 7月29日  | 「母さんのテレビ」 | RTM    | マレーシア   | |
| 7月26日 | 7月29日  | 「新しい わたし」  | VTV    | ベトナム     | |
| 7月26日 | 7月29日  | 「鈴のついた帽子」 | CCTV   | 中国         | |

### 2019年
- 2019年7月22日-7月25日 9:20-9:55に放送。また、NHKワールド・プレミアムでも8月10日・25日に放送[6]。
- タイトルは「ABUアジア子どもドラマシリーズ2019」

#### 出演
- 小島よしお
- アブちゃん（声の出演：大野泰広）

#### 放映リスト
| 放送日  | 放送日   | サブタイトル               | 制作局 | 国           | 備考                                                                       |
| Eテレ   | ワールド | サブタイトル               | 制作局 | 国           | 備考                                                                       |
| ------- | -------- | -------------------------- | ------ | ------------ | -------------------------------------------------------------------------- |
| 7月22日 | 8月10日  | 「ケンとゲーム機」         | PBS    | タイ         |                                                                            |
| 7月22日 | 8月10日  | 「消しゴム星のエイリアン」 | RTHK   | 香港         |                                                                            |
| 7月23日 | 8月10日  | 「まいご。」               | NHK    | 日本         | 出演：森美理愛、井上一輝、沖田愛、松嶋亮太、坂東はつ花、菊川陽子、根岸季衣 |
| 7月23日 | 8月10日  | 「ボート」                 | TVRI   | インドネシア |                                                                            |
| 7月24日 | 8月25日  | 「色つきのパンダ」         | CCTV   | 中国         |                                                                            |
| 7月24日 | 8月25日  | 「パチンコで遊ぼう」       | RTM    | マレーシア   |                                                                            |
| 7月25日 | 8月25日  | 「おもちゃの荷車」         | SLRC   | スリランカ   |                                                                            |
| 7月25日 | 8月25日  | 「ネズミとキリン」         | MNB    | モンゴル     |                                                                            |

### 2020年
- 2020年12月29日 10:00 - 10:15に放送。
- タイトルは「ABUアジア子どもドラマシリーズ2020」
- 本年は7月に放送はなく12月に日本の作品のみ公開された[注 1]。

#### 放映リスト
| 放送日   | サブタイトル | 制作局 | 国   | 備考 |
| 12月29日 | 「あやとり」 | NHK    | 日本 |      |

### 2021年
- 2021年8月11日-13日 9:10-9:45、12月13・14日 9:50-10:05
- タイトルは「こころのおはなし アジアこどもドラマ」（8月）。「ABUアジアこどもドラマ」（12月）
- 7月の放送は去年12月に放送されたもの。また今年も12月に新作を放送しており来年7月の放送はその再放送となっている。

#### 出演
※8月のみ
- 寺田心
- ぽんちゃん （声・渡辺久美子／人形操作演・山田はるか）

#### 放映リスト
| 放送日  | 放送日   | サブタイトル                             | 制作局 | 国         | 備考   |
| Eテレ   | ワールド | サブタイトル                             | 制作局 | 国         | 備考   |
| ------- | -------- | ---------------------------------------- | ------ | ---------- | ------ |
| 8月11日 | 9月4日   | 「友情の色」                             | SLRC   | スリランカ |        |
| 8月11日 | 9月4日   | 「夢」                                   | MRTV   | ミャンマー |        |
| 8月12日 | 9月18日  | 「ともだち」                             | RTM    | マレーシア |        |
| 8月12日 | 9月18日  | 「キラ」                                 | BBS    | ブータン   |        |
| 8月13日 | 9月25日  | 「マンゴーはペンギンでフクロウじゃない」 | EBS    | 韓国       |        |
| 8月13日 | 9月25日  | 「あやとり」                             | NHK    | 日本       | 再放送 |

| 放送日   | サブタイトル                   | 制作局 | 国   | 備考 |
| -------- | ------------------------------ | ------ | ---- | --- |
| 12月13日 | 「おかっぱ頭のトメさん」       | NHK    | 日本 | 出演：毎田暖乃、青柳いづみ、駒木根隆介、木村梨恵子、江守沙矢、心月なつる、ゆかり、作：飯島多佳奈、音楽：コトリンゴ |
| 12月14日 | 「おじいちゃんの茶碗（わん）」 | NHK    | 日本 | 出演：村山瑛大、松島孝彰、大澤由理、白木美羽、音楽：サイトウジュン、作・演出：髙橋実香                             |

### 2022年
- 2022年7月27日-29日 9:00-9:35[7]
- タイトルは「ABUアジアこどもドラマ おはなしぽんぽん!」
- 日本の2作品は去年12月に先行放送されている。

#### 出演
- 新津ちせ
- ぽんちゃん （声・渡辺久美子／人形操作演・山田はるか）

#### 放映リスト
| 放送日  | 放送日                           | サブタイトル                 | 制作局 | 国             | 備考 |
| Eテレ   | ワールド                         | サブタイトル                 | 制作局 | 国             | 備考 |
| ------- | -------------------------------- | ---------------------------- | ------ | -------------- | ---- |
| 7月27日 |                                  | 「プンスム」                 | BBS    | ブータン       |      |
| 7月27日 | 「まほうのミュージックボックス」 | CMG                          | 中国   |                |      |
| 7月28日 |                                  | 「ヘビーメタルなお兄ちゃん」 | RTM    | マレーシア     |      |
| 7月28日 | 「おかっぱ頭のトメさん」         | NHK                          | 日本   | 再放送         |      |
| 7月29日 |                                  | 「まほうのえんぴつ」         | BTV    | バングラデシュ |      |
| 7月29日 | 「おじいちゃんの茶碗」           | NHK                          | 日本   | 再放送         |      |

### 2023年
- 2023年7月27日・28日・31日9:25-10:00
- タイトルは「おはなしぽんぽん!〜アジアこどもドラマ〜」（「ABUアジアこどもドラマ おはなしぽんぽん!」）

#### 出演
- 毎田暖乃
- ぽんちゃん （声・渡辺久美子／人形操作演・山田はるか）

#### 放映リスト
| 放送日  | 放送日                 | サブタイトル           | 制作局     | 国           | 備考                                                             |
| Eテレ   | ワールド               | サブタイトル           | 制作局     | 国           | 備考                                                             |
| ------- | ---------------------- | ---------------------- | ---------- | ------------ | ---------------------------------------------------------------- |
| 7月27日 |                        | 「おなら少年」         | PBS        | タイ         |                                                                  |
| 7月27日 | 「サッカーがしたい！」 | RTHK                   | 香港       |              |                                                                  |
| 7月28日 |                        | 「つぼみ」             | NHK        | 日本         | 出演：長尾翼、愛由、田中悠貴、伊藤治子、小野ゆり子、イッセー尾形 |
| 7月28日 | 「わが家の貯金箱」     | BBS                    | ブータン   |              |                                                                  |
| 7月31日 |                        | 「みんなでコリンタン」 | TVRI       | インドネシア |                                                                  |
| 7月31日 | 「ヒーロー」           | MRTV                   | ミャンマー |              |                                                                  |

### 2024年
- 番組名は「こども・エール!〜アジアこどもドラマ〜」（「ABUアジアこどもドラマ こども・エール!」）
- 2024年7月29日・30日・31日9:25-10:00

#### 出演
- 森優理斗
- ぽんちゃん （声・渡辺久美子／人形操作演・山田はるか）

#### 放映リスト
| 放送日  | 放送日                                 | サブタイトル                         | 制作局           | 国         | 備考 |
| Eテレ   | ワールド                               | サブタイトル                         | 制作局           | 国         | 備考 |
| ------- | -------------------------------------- | ------------------------------------ | ---------------- | ---------- | --- |
| 7月29日 |                                        | 「お姉ちゃんの結婚」（Dear Sister）  | RTM              | マレーシア | |
| 7月29日 | 「湖でのできごと」（Once in the Lake） | MNB                                  | モンゴル         |            | |
| 7月30日 |                                        | 「月曜日は終わらない」（School Day） | RTHK             | 香港       | |
| 7月30日 | 「ぼくはできる！」（We Can）           | Thai PBS                             | タイ             |            | |
| 7月31日 |                                        | 「プップルール」（The Puppu Rules）  | NHK              | 日本       | 出演：森優理斗、横須賀京香、松井愛莉、佐藤貴史、野呂佳代、渡邉斗翔、築谷櫂、木下琉維、前田健登、音楽：堀口純香 |
| 7月31日 | 「夢」（The Dream）                    | TVTM                                 | トルクメニスタン |            | |

## 特集番組

### こころのおはなし
2020年冬に『こころのおはなし』と題し、過去の名作ドラマを振り返る再放送特番を行った。ナビゲーターは2015年の「ブラジルへの近道」に主演した寺田心とぽんちゃん（声：渡辺久美子）。
ABUアジアこどもドラマシリーズ名作選
- 2020年11月23日 - ABUアジアこどもドラマシリーズ名作選 「遠足」「折鶴」
- 2020年12月26日 - ABUアジアこどもドラマシリーズ名作選 - 「ヒカルの掃除」「ブラジルへの近道」

また2021年8月にも2021年度の新作ドラマをこの枠で放送している。詳細は上記#2021年を参考。